# Carmen García Colmenares
Pour les articles homonymes, voir García et Colmenares.
Carmen García Colmenares, née dans la province de Palencia le 24 avril 1952, est une universitaire espagnole. Docteure en psychologie, spécialistes des études de genre, elle est particulièrement connue pour ses travaux sur l'androcentrisme. Dans le domaine de la mémoire, elle se spécialise dans la récupération historique des professeures républicaines espagnoles.

## Biographie

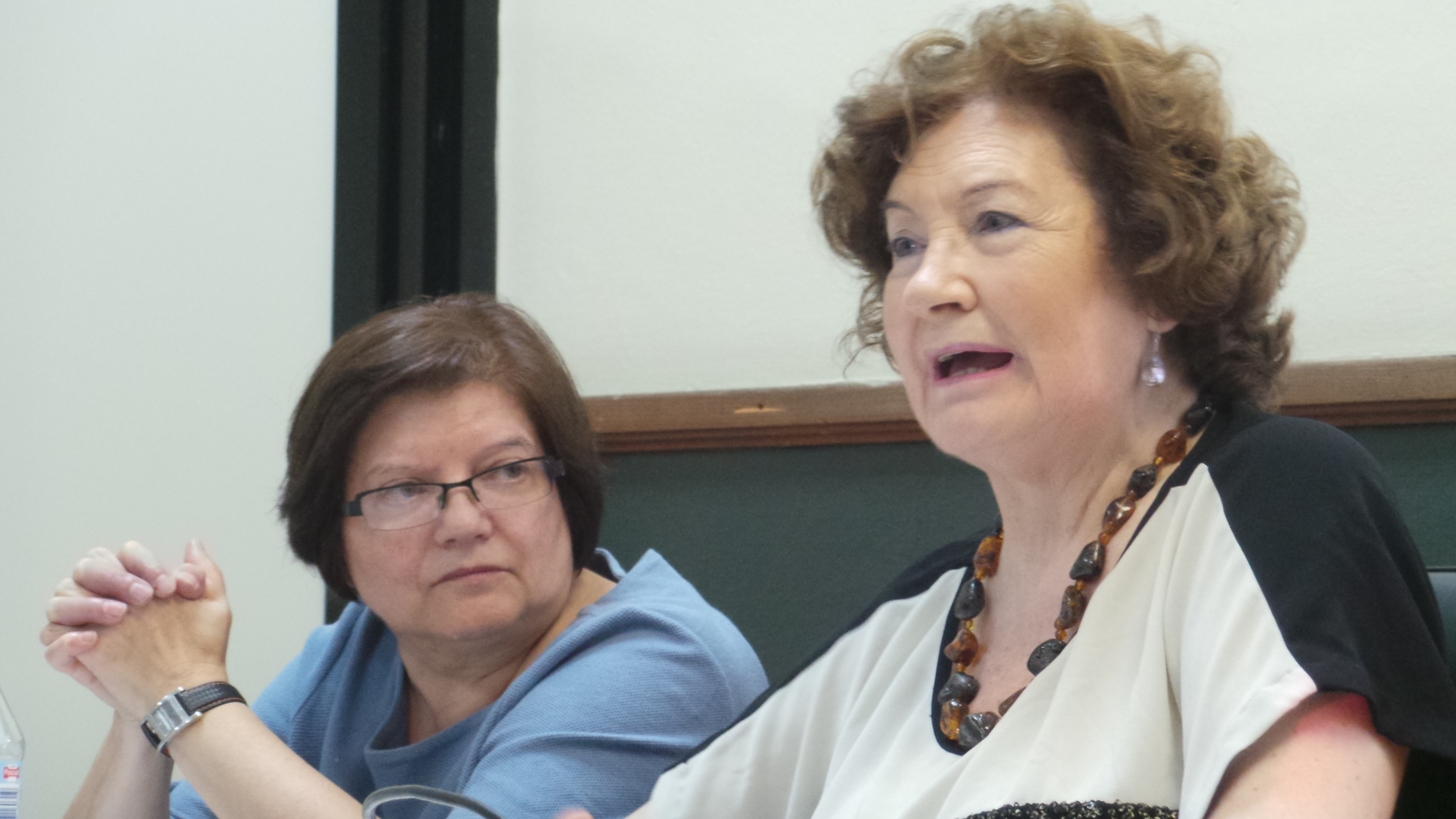
Carmen García Colmenares et l'écrivaine Antonina Rodrigo à l'université d'été des Études de genre à Palma en 2015.

Dans sa jeunesse, dans l'Espagne franquiste, elle étudie à la Faculté de Philosophie et de Lettres de l'université de Valladolid de 1970 à 1973. Elle complète sa formation académique par un cursus de trois ans en psychologie à l'université Complutense de Madrid, se spécialisant en psychologie clinique.
En 1993, elle soutient sa thèse à l'Université de Salamanque. 
Jusqu'en 2012, date de sa retraite, elle est professeure à l'École Universitaire d'Éducation de Palencia.
Elle participe également à l'Institut des Femmes, à Madrid.

## Travaux
Elle consacre sa vie à la recherche des violences faites aux femmes et des crimes de guerre contre les femmes pendant la guerre d'Espagne et la dictature franquiste.
Elle est considérée comme l'une des chercheuses contemporaines les plus renommées dans le domaine de la récupération mémorielle et historique des pédagogues républicaines espagnoles, victimes de la guerre et de la répression. 
Elle est ainsi à l'origine des recherches sur les femmes oubliées de la guerre d'Espagne, comme Belarmina González Rodríguez, fusillée avec le groupe de femmes résistantes des Roges des Molinar (Aurora Picornell, Catalina Flaquer et ses deux filles, Antònia et Maria), en 1937 sur l'île de Majorque.